# Peato Mauvaka
Peato Mauvaka (Numea, 10 gennaio 1997) è un rugbista a 15 francese, che gioca come tallonatore nel Tolosa.

## Biografia
Nativo della Nuova Caledonia, Mauvaka si formò rugbisticamente nella squadra locale dell'URC Dumbéa. A 14 anni, nel 2011, si trasferì nell'accademia del Tolosa. Dopo cinque anni passati nel settore  giovanile, fece il suo debutto in prima squadra nella partita contro le Zebre valida per la fase a gironi dell'European Rugby Champions Cup 2016-2017; esattamente cinque giorni dopo, il 22 dicembre 2016, esordì anche nel Top 14 entrando dalla panchina contro Grenoble. Nel prosieguo della stagione e in quella successiva sommò solamente quattro presenze in tutte le competizioni a causa dei numerosi problemi fisici che subì. La sua affermazione definitiva avvenne nell'annata 2018-2019: complici gli infortuni contemporanei di Leonardo Ghiraldini e di Julien Marchand, divenne il tallonatore titolare del Tolosa, giocando dal primo minuto la finale del campionato francese che portò alla conquista del titolo.
A livello internazionale, Mauvaka fece parte della selezione under-20 francese che partecipò ai mondiali giovanili del 2016 e del 2017. Nell'estate 2019, il commissario tecnico della Francia Jacques Brunel lo chiamò nella squadra allargata per la Coppa del Mondo di rugby 2019, facendolo debuttare dalla panchina nella prima amichevole preparatoria contro la Scozia. Incluso nei convocati definitivi, non giocò neanche un minuto del mondiale che dovette anche abbandonare dopo due settimane a causa di un infortunio. Il nuovo selezionatore dei Bleus Fabien Galthié lo convocò nella squadra per affrontare il Sei Nazioni 2020, nel corso del quale scese in campo in tre occasioni. Nel novembre 2020, fece la sua prima apparizione da titolare nella sfida all'Italia valida per l'Autumn Nations Cup.

## Palmarès
- Campionati francesi: 3
Tolosa: 2018-2019, 2020-2021, 2022-23
- Champions Cup: 2
Tolosa: 2020-21, 2023-24